# Casa Memorială „Elena Farago”
Casa Memorială „Elena Farago” este o clădire declarată monument istoric (DJ-II-m-A-08026), parte componentă a Bibliotecii Județene „Alexandru și Aristia Aman” Dolj, în care a locuit poeta Elena Farago, din 1907, când s-a stabilit în Craiova, până la moartea sa, în 1954.

## Istoric
Clădirea este amplasată în centrul orașului Craiova, în aceeași curte cu sediul central al Bibliotecii Județene „Alexandru și Aristia Aman” Dolj. Ambele clădiri au fost donate Primăriei Municipiului Craiova de către Alexandru Aman și soția sa, Aristia Aman, pentru înființarea unui așezământ de cultură, Fundația „Alexandru și Aristia Aman”, formată din bibliotecă, muzeu și o galerie de tablouri.
Clădirea a aparținut familiei Grigore și Elena Lăceanu, părinții Aristiei Aman, și a fost construită în anul 1898, denumită și „casa mică”. Grigore Lăceanu, proprietarul casei, a fost un negustor care a deținut funcțiile de pitar în 1841, serdar în 1855 și deputat în Divanul ad-hoc al Țării Românești în 1857.
Elena Farago (1878-1954) s-a stabilit în Craiova în 1907 și s-a implicat în viața culturală, de menționat în acest sens fiind colaborarea cu revista Ramuri, în cadrul căreia a făcut parte din comitetul de redacție. Întâlnirile și adunările revistei se organizau în casa Elenei Farago.
În 1921 a fost numită directoare a Fundației „Alexandru și Aristia Aman” și, în această calitate, a locuit în casa lăsată prin testamentul soților Aman pentru a fi folosită de către personalul bibliotecii. Această casă a devenit principalul loc de întâlnire al personalităților culturale din Craiova, un salon literar frecventat, printre alții, de Lucian Blaga, Ion Minulescu, Cincinat Pavelescu, Felix Aderca, Mihail Cruceanu, Nicolae Milcu, Alexandru Iacobescu, Eugen Constant, C. Șaban-Făgețel, C. D. Papastate. Tot aici, Elena Farago a întreținut o bogată corespondență cu Nicolae Iorga, Eugen Lovinescu, Liviu Rebreanu, Mihail Dragomirescu, George Topîrceanu.

## Descriere
Casa memorială „Elena Farago” găzduiește o expoziție permanentă ce cuprinde 396 de exponate: documente originale, fotocopii, fotografii de familie, corespondență, piese de mobilier, obiecte personale, cărți și reviste.

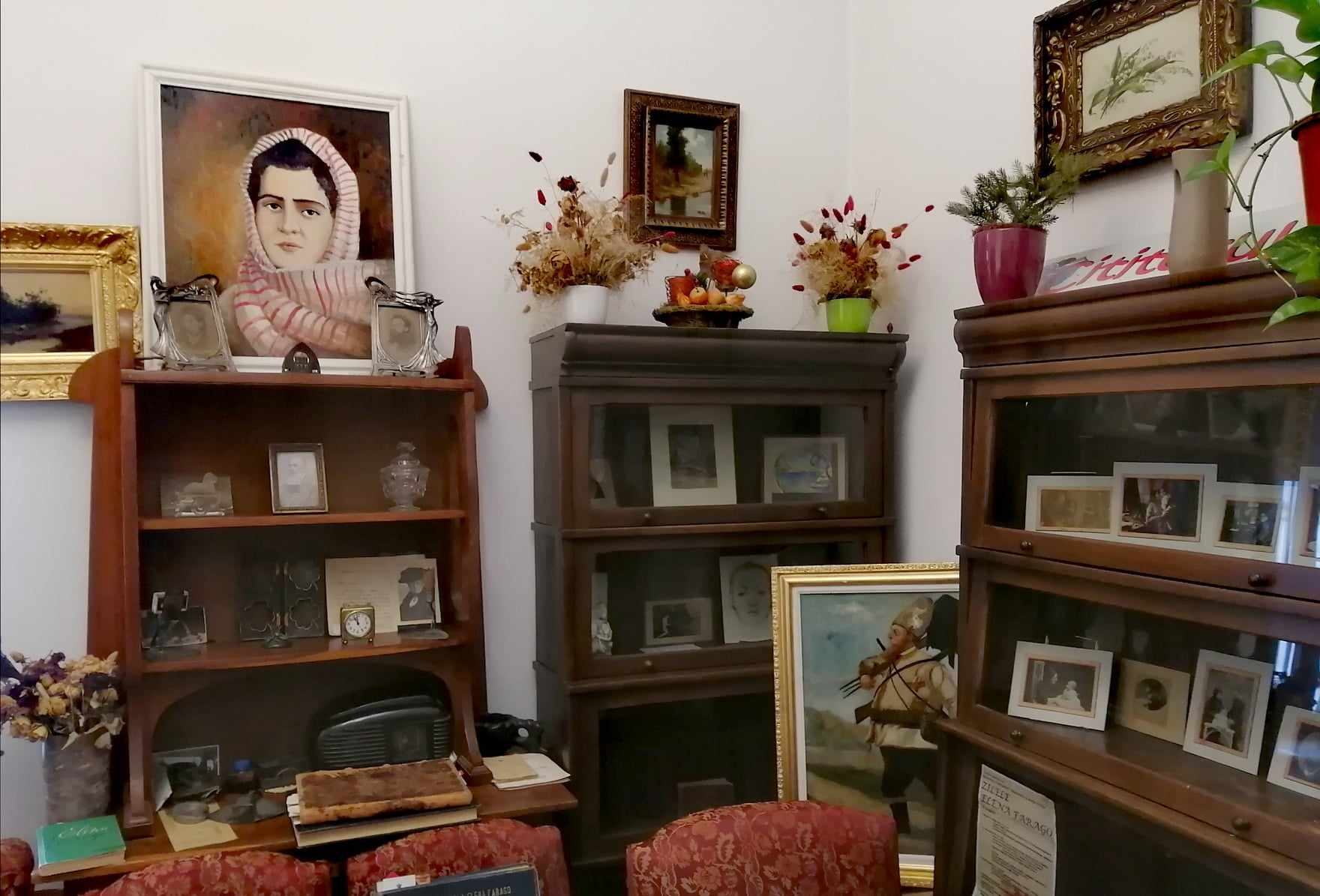
Salonul Casei memoriale „Elena Farago”
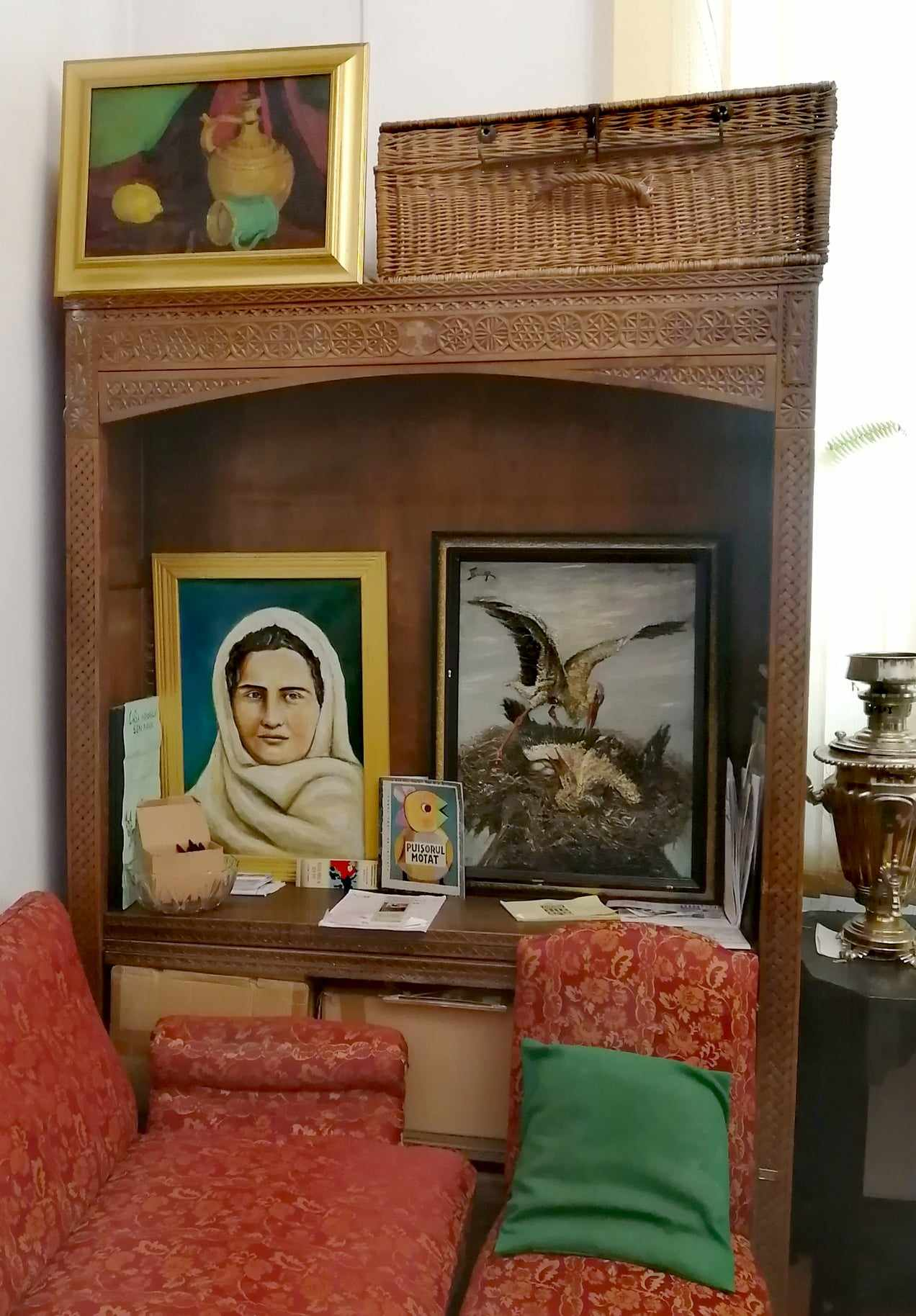
Imagine de interior
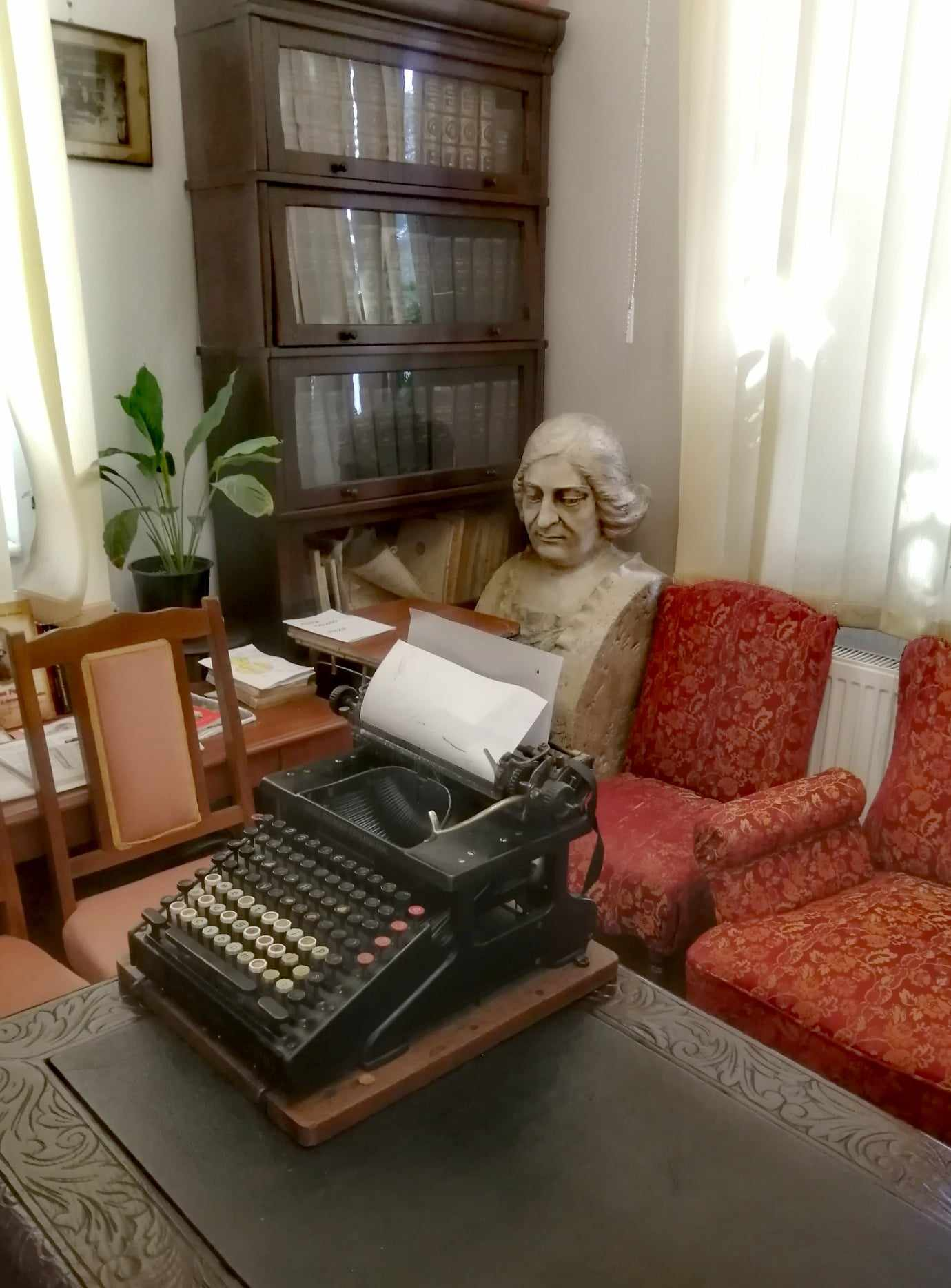
Mașina de scris la care a lucrat Elena Farago
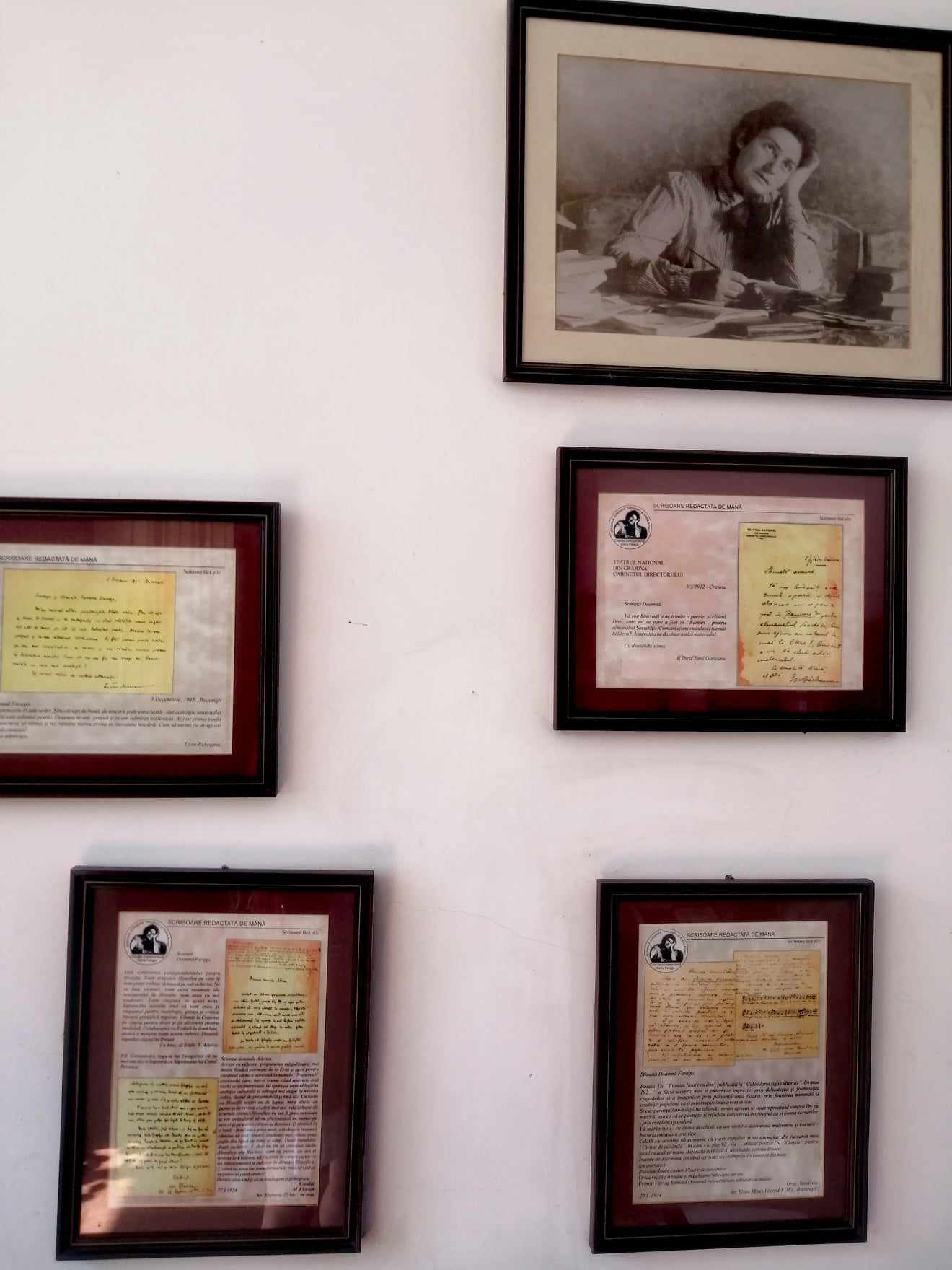
Din corespondența Elenei Farago
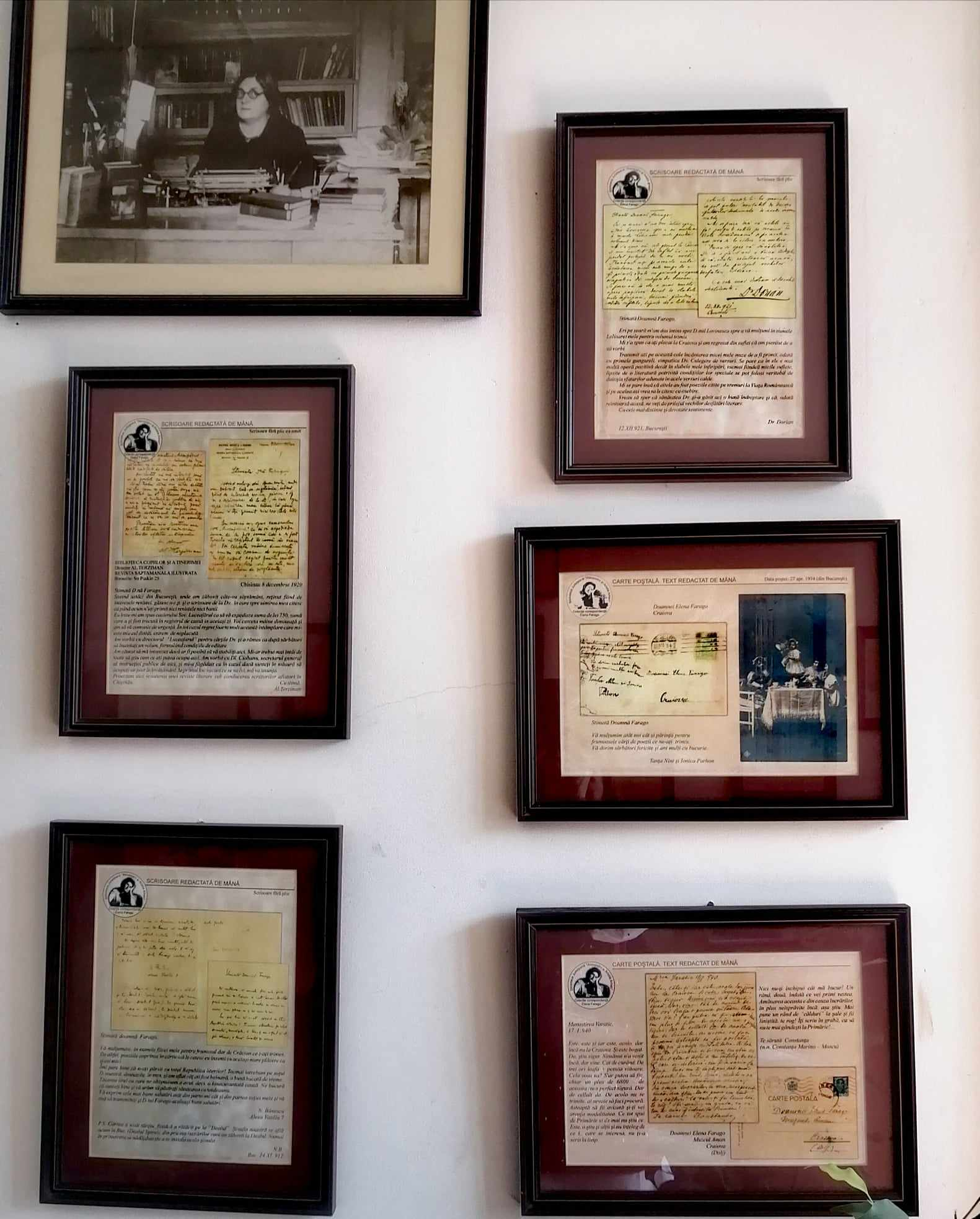
Din corespondența Elenei Farago
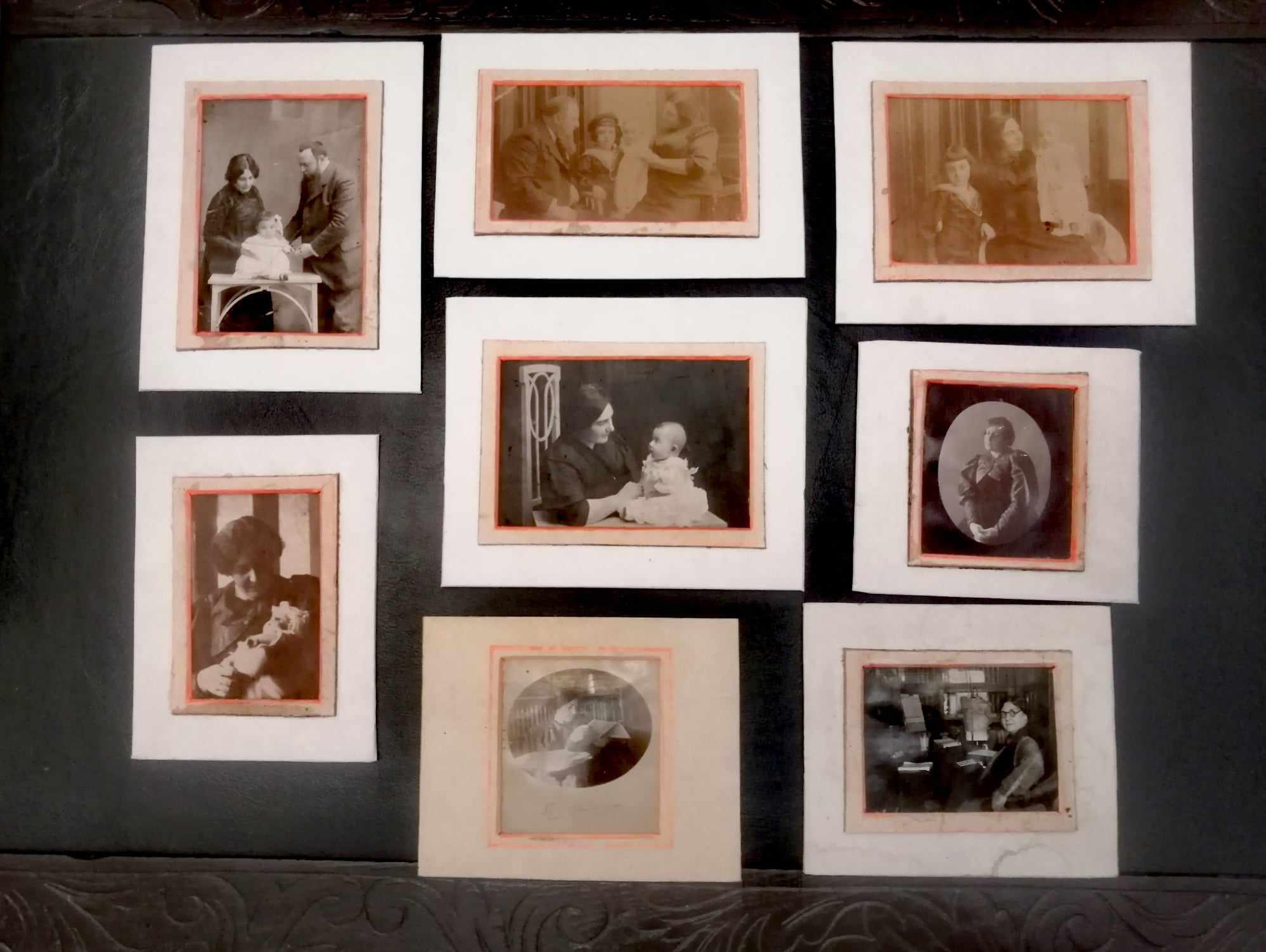
Fotografii de familie
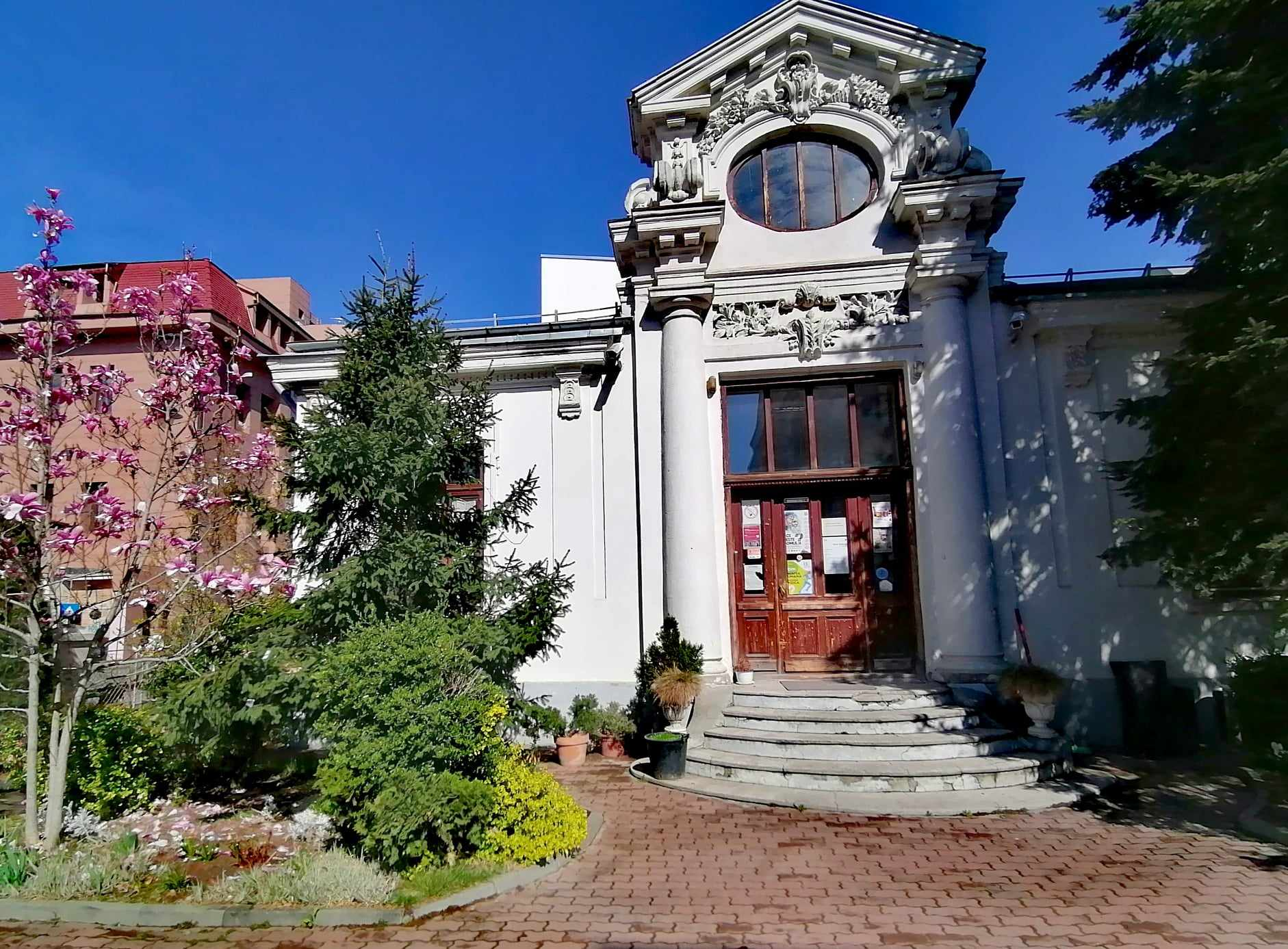
Intrarea în Casa memorială „Elena Farago”
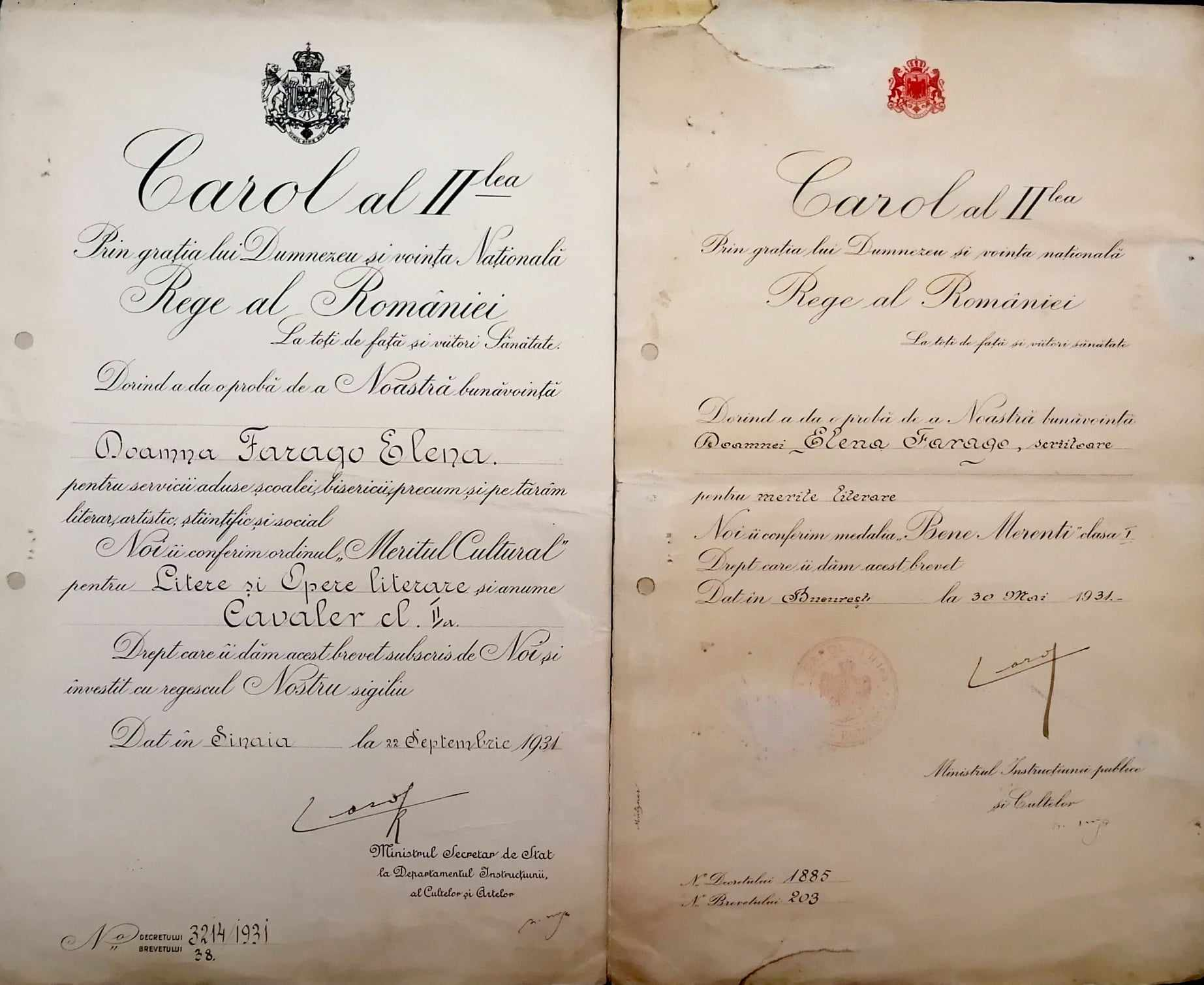
Premiii acordate Elenei Farago